# Беглица
Бе́глица — село в Неклиновском районе Ростовской области.
Входит в состав Лакедемоновского сельского поселения.

## История
В 1987 году указом Президиума Верховного Совета РСФСР посёлку 17-го участка присвоено наименование село Беглица.

## Население
| 2010 |
| ---- |
| 1705 |

## Улицы
| - ул. Зарайченкова, - ул. Ленина, - ул. Мира, - ул. Октябрьская, | - ул. Первомайская, - ул. Садовая, - ул. Свободы, - ул. Чапаева. |

## Инфраструктура
В селе действует МОУ «Беглицкая СОШ».